# Caecidotea macropropoda
Caecidotea macropropoda là một loài crustacean trong họ Asellidae. Đây là loài đặc hữu của Hoa Kỳ.